# Екскалибур
Екскàлибур е легендарният меч на крал Артур, на който се приписва магическа сила и който е символ на справедливо управление на Англия и нейната независимост.

## Легенди
Има две различни легенди.
- Едната е за меча в скала, който е могъл да бъде издърпан единствено и само от крал Артур. В обителта „Сан Галгано“, близо до апенинския град Сиена се намира забит стоманен меч в скала. От него се виждат дръжката и част от острието. Много хора вярват, че това е Екскалибур – мечът на крал Артур. Специалисти са датирали меча около 1180 година. Според легендата самият Галгано – жесток и жаден за кръвопролитие рицар, го забил там в знак, че се отказва от насилието, приел монашеството и основал абатството.

- Другата версия е, че всъщност има два различни меча и този от скалата не е Екскалибур. Екскалибур крал Артур получава от ръка, издигаща се от езеро, поради това че другият му меч е бил счупен в битка. Умирайки, той казва да върнат меча като го хвърлят обратно във водата на езерото. Преди да се потопи, ръката се издига отново, хваща меча и се потапя обратно надолу.